# William A. Owens
Ne doit pas être confondu avec William Owens.
William A. Owens (2 novembre 1905 - 9 décembre 1990) était un écrivain et folkloriste américain. Il est né à Pin Hook (en) au Texas. Il fit ses études à la Southern Methodist University puis à l'université de l'Iowa, d'où il sortit diplômé en 1941. Il enseigna au Wesley College, au Mississippi State College, à l'université Texas A&M et à l'université Columbia de New York. Il est l'auteur de Walking on Borrowed Land et de This Stubborn Soil.